# Роусвил (Јужна Каролина)
Роусвил (енгл. Rowesville) град је у америчкој савезној држави Јужна Каролина.

## Демографија
По попису из 2010. године број становника је 304, што је 74 (-19,6%) становника мање него 2000. године.
| Група             | 2000.       | 2010.       |
| Белци             | 146 (38,6%) | 121 (39,8%) |
| Афроамериканци    | 230 (60,8%) | 175 (57,6%) |
| Азијати           | 0 (0,0%)    | 0 (0,0%)    |
| Хиспаноамериканци | 3 (0,8%)    | 4 (1,3%)    |
| Укупно            | 378         | 304         |